# Vipava (Eslovênia)
Vipava (em alemão:  Wippach; em italiano:  Vipacco) é um município do oeste da Eslovênia (45° 51′ N, 13° 58′ L). A sede do município fica na localidade de mesmo nome. De acordo com o censo de 2002, a população era de 1 500 habitantes na sede do município e 5 185 habitantes no município. Vipava fica no vale do rio Vipava. Historicamente, faz parte da região tradicional da Carníola Interior mas faz agora parte do litoral esloveno.